# Kudo Challenge 2013
KUDO CHALLENGE 2013 (Международный турнир на Кубок Союза девелоперских и строительных Компаний) — первый международный коммерческий турнир по Кудо в абсолютной мужской и женской категориях, прошедший 01 декабря 2013 года в городе Москве (концертный зал STADIUM LIVE). Призовой фонд турнира составил 1 000 000 рублей.

## Участники
На участие в KUDO CHALLENGE 2013 было заявлено 30 бойцов (28 мужчин, 2 женщины) из 4 стран — России, Украины, Азербайджана и Австралии.

### Мужчины
- Семянков Сергей — 175 рост 74 вес 16.04.1988 (Россия)
- Вингерт Николай − 193 рост 103 вес 12.01.1984 (Россия, Минеральные Воды)
- Сень Евгений − 185 рост 100 вес 08.01.1990 (Россия)
- Смолин Сергей − 190 рост 103 вес 21.12.1986 (Россия)
- Миняйло Алексей − 174 рост 94 вес 23.02.1984 (Россия)
- Губаев Денис − 187 рост 93 вес 23.12.1994 (Россия)
- Махмудов Давид − 181 рост 82 вес 20.08.1992 (Россия, Ярославская область)
- Николев Денис − 189 рост 89 вес 30.01.1990 (Россия, Ярославская область)
- Шибаев Роман − 182 рост 87 вес 21.04.1994 (Россия, Ярославская область)
- Люлькин Роман − 185 рост 100 вес 28.11.1985 (Россия)
- Шаломаев Евгений − 189 рост 95 вес 19.12.1988 (Россия)
- Караульных Константин − 186 рост 84 вес 10.11.1989 (Россия, Владивосток)
- Козлов Александр − 188 рост 89 вес 08.02.1994 (Украина)
- Набаталиев Кудрат − 174 рост 75 вес 17.10.1983 (Азербайджан)
- Петрушевский Тимур — 177 рост 82,8 вес 18.07.1982 (Россия, Москва)
- Харитонов Алексей — 174 рост 92 вес 26.11.1977 (Россия, Москва)
- Панов Юрий — 182 рост 103 вес 18.09.1983 (Россия, Москва)
- Громов Давид 181 рост — 112 вес 14.06.1982 (Россия)
- Келехсаев Руслан — 175 рост 83 вес 02.01.1987 (Россия, Владивосток)
- Олимджон Шодмонов — 180 рост 88 вес 21.07.1989 (Россия, Нижний Новгород)
- Bone Ian Kenneth — 180 рост 88 вес 05.07.1981 (Австралия)
- Нуритдинов Дмитрий — 187 рост 108 вес 01.08.1979 (Россия)
- Исхаков Эдуард — 183 рост 110 вес 29.06.1983 (Россия, Уфа)
- Лобанов Борис — 193 рост 104 вес 05.08.1986 (Россия)
- Хатуев Аюб — 183 рост 88 вес 20.04.1979 (Россия)
- Себаа Антон — 179 рост 86 вес 01.07.1983 (Россия)
- Кучкин Александр — 187 рост 115 вес 14.02.1982 (Россия)
- Дюмин Антон — 178 рост 89,5 вес 26.11.1991 (Украина)
- Разумовский Алексей — 185 рост 88 вес 26.01.1987 (Украина)

### Женщины
- Быкова Ирина — 158 рост 67 вес 03.02.1986 (Россия, Москва)
- Иванова Дарья — 164 рост 57 вес 29.06.1989 (Украина)

Стоит отметить, что турнир в женской категории носил характер боя-реванша за поражение Д.Ивановой от И.Быковой в финале Кубка Мира по Кудо, проходившего в 2011 году в Москве.

## Победители турнира
Победителем турнира в мужской абсолютной категории стал Харитонов Алексей.
Победителем турнира в женской абсолютной категории стала Иванова Дарья.

## Итоговые результаты
Мужчины
1. Харитонов Алексей
2. Вингерт Николай
3. Панов Юрий
4. Караульных Константин
5. Келехсаев Руслан
6. Громов Давид
7. Сень Евгений
8. Махмудов Давид
Женщины
1. Иванова Дарья
2. Быкова Ирина
Для объективности стоит отметить, что победа Д.Ивановой в данном поединке была обусловлена травмой, полученной И.Быковой в «дополнительное время», в связи с чем последняя была не в состоянии продолжить поединок и в дальнейшем была госпитализирована в МГНИИСП им. Н. В. Склифосовского. До получения травмы Быковой И. обе спортсменки не имели превосходства перед друг другом в очках.

## Особенности правил
На KUDO CHALLENGE 2013 в общие правила Кудо были внесены изменения, повлекшие за собой большую зрелищность Кудо, как боевого вида единоборств: были разрешены боковые контактные добивания руками в голову лежащего на татами противника.

## Трансляция
Трансляцию всего турнира в прямом эфире осуществлял телеканал «Бойцовский клуб» и портал «Sportbox.ru». В записи поединки, начиная с 1/8 финала, так же транслировались на телеканале «Россия-2».

### Отборочные поединки
- Отборочные поединки

### Основные поединки
- Открытие турнира и 1/8, 1/4, 1/2 и финал